# Fussballclub Wohlen 1904 2014-2015
Questa voce raccoglie le informazioni riguardanti il Fussballclub Wohlen 1904 nelle competizioni ufficiali della stagione 2014-2015.

## Stagione
Nella stagione 2014-2015 il Wohlen, allenato da Ciriaco Sforza, concluse il campionato di Challenge League al 3º posto. In Coppa Svizzera il Wohlen fu eliminato agli ottavi di finale dal Basilea.

## Rosa
| N. |                         | Ruolo | Calciatore       |
| -- | ----------------------- | ----- | ---------------- |
| 1  | RD del Congo (bandiera) | P     | Joël Kiassumbua  |
| 2  | Svizzera (bandiera)     | D     | Dylan Stadelmann |
| 4  | Croazia (bandiera)      | D     | Marijan Urtic    |
| 5  | Svizzera (bandiera)     | D     | Mario Bühler     |
| 5  | Italia (bandiera)       | C     | Davide Giampà    |
| 6  | Kosovo (bandiera)       | D     | Alban Pnishi     |
| 7  | Kosovo (bandiera)       | D     | Rexhep Thaqi     |
| 8  | Svizzera (bandiera)     | C     | Joël Geissmann   |
| 9  | Svizzera (bandiera)     | A     | Roman Buess      |
| 10 | Kosovo (bandiera)       | C     | Mërgim Brahimi   |
| 11 | Svizzera (bandiera)     | A     | Simone Rapp      |
| 15 | Albania (bandiera)      | D     | Bujar Lika       |

| N. |                     | Ruolo | Calciatore          |
| -- | ------------------- | ----- | ------------------- |
| 16 | Svizzera (bandiera) | A     | Haxhi Neziraj       |
| 17 | Germania (bandiera) | C     | Kevin Pezzoni       |
| 20 | Serbia (bandiera)   | A     | Samir Ramizi        |
| 22 | Svizzera (bandiera) | C     | Simon Grether       |
| 23 | Germania (bandiera) | C     | Ronny Minkwitz      |
| 24 | Svizzera (bandiera) | A     | Giuseppe De Filippo |
| 27 | Svizzera (bandiera) | C     | Claudio Holenstein  |
| 27 | Svizzera (bandiera) | C     | Michael Weber       |
| 30 | Svizzera (bandiera) | P     | Flamur Tahiraj      |
| 31 | Svizzera (bandiera) | C     | Alain Schultz       |
|    | Svizzera (bandiera) | P     | Roman Heiniger      |
|    | Serbia (bandiera)   | P     | Vladimir Savić      |

## Organigramma societario
Area tecnica
- Allenatore: Ciriaco Sforza
- Allenatore in seconda: Umberto Romano
- Preparatore dei portieri: Boris Ipković
- Preparatori atletici: Umberto Romano, Alan Marin

## Calciomercato

### Sessione estiva
| Acquisti | Acquisti            | Acquisti          | Acquisti |
| R.       | Nome                | da                | Modalità |
| -------- | ------------------- | ----------------- | -------- |
| A        | Haxhi Neziraj       | Lucerna           |          |
| D        | Mateo Barać         | Junak Sinj        |          |
| A        | Roman Buess         | Locarno           |          |
| A        | Giuseppe De Filippo | Zurigo            |          |
| D        | Savvas Exouzidīs    | Winterthur        |          |
| C        | Simon Grether       | Winterthur        |          |
| C        | Ronny Minkwitz      | Fulham U23        |          |
| C        | Kevin Pezzoni       | Saarbrücken       |          |
| C        | Michael Weber       | Basilea II        |          |
| C        | Besart Xhema        | Concordia Basilea |          |

| Cessioni | Cessioni        | Cessioni             | Cessioni |
| R.       | Nome            | a                    | Modalità |
| -------- | --------------- | -------------------- | -------- |
| D        | Mateo Barać     | Hrvatski Dragovoljac |          |
| C        | Stefano Milani  | Winterthur           |          |
| C        | Guto            | Kriens               |          |
| C        | Yannick Kakoko  | Miedź Legnica        |          |
| A        | Paiva           | Winterthur           |          |
| C        | Daniele Romano  | Aarau                |          |
| C        | Nedim Sacirović | Lucerna              |          |

### Sessione invernale
| Acquisti | Acquisti           | Acquisti | Acquisti |
| R.       | Nome               | da       | Modalità |
| -------- | ------------------ | -------- | -------- |
| C        | Alain Schultz      | Aarau    |          |
| C        | Claudio Holenstein | Lucerna  |          |

| Cessioni | Cessioni         | Cessioni          | Cessioni |
| R.       | Nome             | a                 | Modalità |
| -------- | ---------------- | ----------------- | -------- |
| C        | Luigi Milicaj    | Baden             |          |
| C        | Besart Xhema     | Concordia Basilea |          |
| C        | Lavdrim Ebipi    | Brühl             |          |
| D        | Savvas Exouzidīs | Utd Zurigo        |          |

## Risultati

### Challenge League

#### Prima fase, girone di andata
| Arbitro: | Jancevski |

|  |           |           |
|  | Marcatori | 86’ Buess |

| Arbitro: | Gut |

|                                       |           |                        |
| Geissmann 43’ Rapp 49’, 84’ Weber 82’ | Marcatori | 6’ Vonlanthen 90’ Roux |

| Arbitro: | Fähndrich |

|             |           |                     |
| da Silva 6’ | Marcatori | 5’ Rapp 10’ Brahimi |

| Arbitro: | Jancevski |

|                           |           |            |
| Geissmann 28’ Brahimi 73’ | Marcatori | 52’ Tahipi |

| Arbitro: | Ovcharov |

|                   |           |                    |
| Peyretti 53’, 68’ | Marcatori | 9’ Rapp 18’ Ramizi |

| Arbitro: | Gut |

|  |           |                       |
|  | Marcatori | 1’ Brahimi 90’ Ramizi |

| Wohlen 31 agosto 2014, ore 15:00 CEST 7ª giornata | Wohlen | 0 – 0 referto | Chiasso | Stadion Niedermatten (1 570 spett.)\| Arbitro: \| San \| |
| Arbitro:                                          | San    |               |         |                                                          |

| Arbitro: | Gut |

|  |           |             |
|  | Marcatori | 50’ Brahimi |

| Wohlen 24 settembre 2014, ore 19:45 CEST 9ª giornata | Wohlen  | 0 – 0 referto | Le Mont | Stadion Niedermatten (1 130 spett.)\| Arbitro: \| Staubli \| |
| Arbitro:                                             | Staubli |               |         |                                                              |

#### Prima fase, girone di ritorno
| Arbitro: | San |

|                |           |                                         |
| Fazli 23’, 45’ | Marcatori | 26’ Geissmann 40’, 70’ Buess 90’ Ramizi |

| Arbitro: | Superczynski |

|                                          |           |  |
| Rapp 7’ Buess 60’ Ramizi 65’ Brahimi 79’ | Marcatori |  |

| Arbitro: | Tschudi |

|           |           |                    |
| Buess 75’ | Marcatori | 42’, 55’, 89’ Ianu |

| Arbitro: | Huwiler |

|              |           |  |
| Sauthier 78’ | Marcatori |  |

| Arbitro: | Superczynski |

|  |           |            |
|  | Marcatori | 72’ Bühler |

| Arbitro: | Gut |

|                      |           |                         |
| Ramizi 7’ Bühler 52’ | Marcatori | 30’ Mariani 49’ Schnorf |

| Arbitro: | Erlachner |

|  |           |                        |
|  | Marcatori | 42’ Malvino 80’ Urbano |

| Arbitro: | Superczynski |

|  |           |                     |
|  | Marcatori | 7’ Ramizi 9’ Bühler |

| Arbitro: | Jancevski |

|            |           |  |
| Ramizi 83’ | Marcatori |  |

#### Seconda fase, girone di andata
| Arbitro: | Fähndrich |

|  |           |                      |
|  | Marcatori | 13’ Buess 56’ Bühler |

| Arbitro: | Schnyder |

|  |           |                   |
|  | Marcatori | 48’ Gül 73’ Buqaj |

| Arbitro: | Erlachner |

|                              |           |                  |
| Grether 61’ Buess 90’ (rig.) | Marcatori | 73’ (rig.) Bašić |

| Arbitro: | Superczynski |

|  |           |                                                    |
|  | Marcatori | 17’ (rig.) Brahimi 30’ Schultz 80’ Ramizi 90’ Rapp |

| Arbitro: | Schnyder |

|  |           |           |
|  | Marcatori | 57’ Buess |

| Arbitro: | Pache |

|          |           |                      |
| Rapp 47’ | Marcatori | 20’ Pimenta 36’ Ukoh |

| Arbitro: | Staubli |

|  |           |             |
|  | Marcatori | 24’ Hassell |

| Arbitro: | Gut |

|           |           |                     |
| Çiçek 22’ | Marcatori | 7’ Pezzoni 55’ Rapp |

| Arbitro: | Klossner |

|                                           |           |             |
| Martignoni 10’ Besnard 54’ Vonlanthen 78’ | Marcatori | 31’ Brahimi |

#### Seconda fase, girone di ritorno
| Arbitro: | Gut |

|  |           |             |
|  | Marcatori | 56’ Kololli |

| Arbitro: | Tschudi |

|           |           |                       |
| Tadić 81’ | Marcatori | 55’ Buess 72’ Pezzoni |

| Arbitro: | Staubli |

|                           |           |               |
| Schultz 26’ Geissmann 87’ | Marcatori | 82’ Fassnacht |

| Arbitro: | Huwiler |

|                       |           |  |
| Madero 23’ Viçosa 89’ | Marcatori |  |

| Arbitro: | Jancevski |

|                                                |           |                                                                |
| Buess 37’, 54’ (rig.) Stadelmann 50’ Weber 87’ | Marcatori | 2’ Delclos 38’ Dupuis 63’ Romano 71’ Maouche 85’ (rig.) Veloso |

| Arbitro: | Klossner |

|          |           |                                     |
| Rapp 21’ | Marcatori | 49’ Roux 67’ Zakaria 89’ (rig.) Bua |

| Arbitro: | Erlachner |

|                                |           |          |
| Pimenta 12’ Morello 87’ (rig.) | Marcatori | 54’ Rapp |

| Arbitro: | Hänni |

|                     |           |  |
| Ramizi 89’ Rapp 90’ | Marcatori |  |

| Arbitro: | Gut |

|                         |           |                                    |
| Sabbatini 46’ Đurić 68’ | Marcatori | 35’ Geissmann 55’ Rapp 89’ Brahimi |

### Coppa Svizzera
| 23 agosto 2014, ore 17:00 CEST Primo turno | Muri | 0 – 3 | Wohlen |  |

| 21 settembre 2014, ore 15:00 CEST Secondo turno | Servette | 1 – 2 | Wohlen |  |

| 29 ottobre 2014, ore 19:45 CET Ottavi di finale | Wohlen | 1 – 3 | Basilea |  |

## Statistiche

### Statistiche di squadra
| Competizione     | Punti | In casa | In casa | In casa | In casa | In casa | In casa | In trasferta | In trasferta | In trasferta | In trasferta | In trasferta | In trasferta | Totale | Totale | Totale | Totale | Totale | Totale | DR  |
| Competizione     | Punti | G       | V       | N       | P       | Gf      | Gs      | G            | V            | N            | P            | Gf           | Gs           | G      | V      | N      | P      | Gf     | Gs     | DR  |
| ---------------- | ----- | ------- | ------- | ------- | ------- | ------- | ------- | ------------ | ------------ | ------------ | ------------ | ------------ | ------------ | ------ | ------ | ------ | ------ | ------ | ------ | --- |
| Challenge League | 64    | 18      | 7       | 3       | 8       | 26      | 26      | 18           | 13           | 1            | 4            | 31           | 17           | 36     | 20     | 4      | 12     | 57     | 43     | +14 |
| Coppa Svizzera   | -     | 1       | 0       | 0       | 1       | 1       | 3       | 2            | 2            | 0            | 0            | 5            | 1            | 3      | 2      | 0      | 1      | 6      | 4      | +2  |
| Totale           | 64    | 19      | 7       | 3       | 9       | 27      | 29      | 20           | 15           | 1            | 4            | 36           | 18           | 39     | 22     | 4      | 13     | 63     | 47     | +16 |

### Andamento in campionato
| Giornata  | 1 | 2 | 3 | 4 | 5 | 6 | 7 | 8 | 9 | 10 | 11 | 12 | 13 | 14 | 15 | 16 | 17 | 18 | 19 | 20 | 21 | 22 | 23 | 24 | 25 | 26 | 27 | 28 | 29 | 30 | 31 | 32 | 33 | 34 | 35 | 36 |
| --------- | - | - | - | - | - | - | - | - | - | -- | -- | -- | -- | -- | -- | -- | -- | -- | -- | -- | -- | -- | -- | -- | -- | -- | -- | -- | -- | -- | -- | -- | -- | -- | -- | -- |
| Luogo     | T | C | T | C | T | T | C | T | C | T  | C  | C  | T  | T  | C  | C  | T  | C  | T  | C  | C  | T  | T  | C  | C  | T  | T  | C  | T  | C  | T  | C  | C  | T  | C  | T  |
| Risultato | V | V | V | V | N | V | N | V | N | V  | V  | P  | P  | V  | N  | P  | V  | V  | V  | P  | V  | V  | V  | P  | P  | V  | P  | P  | V  | V  | P  | P  | P  | P  | V  | V  |
| Posizione | 3 | 1 | 1 | 1 | 1 | 1 | 1 | 1 | 1 | 1  | 1  | 1  | 1  | 1  | 1  | 2  | 1  | 1  | 1  | 1  | 1  | 1  | 1  | 1  | 2  | 1  | 3  | 3  | 3  | 3  | 3  | 3  | 3  | 3  | 3  | 3  |

Legenda:

Luogo: C = Casa; T = Trasferta. Risultato: V = Vittoria; N = Pareggio; P = Sconfitta.

### Statistiche dei giocatori
| M. Brahimi       | 32 | 8  | 7 | 0 |
| R. Buess         | 29 | 11 | 6 | 1 |
| M. Bühler        | 33 | 4  | 3 | 0 |
| G. De Filippo    | 7  | 0  | 0 | 0 |
| S. Exouzidīs     | 4  | 0  | 0 | 0 |
| J. Geissmann     | 30 | 5  | 7 | 0 |
| D. Giampà        | 23 | 0  | 4 | 1 |
| S. Grether       | 24 | 1  | 5 | 1 |
| R. Heiniger      | 0  | 0  | 0 | 0 |
| C. Holenstein    | 15 | 0  | 2 | 0 |
| J. Kiassumbua    | 31 | 0  | 0 | 0 |
| B. Lika          | 5  | 0  | 2 | 0 |
| L. Milicaj       | 2  | 0  | 1 | 0 |
| R. Minkwitz      | 14 | 0  | 2 | 0 |
| H. Neziraj       | 16 | 0  | 1 | 1 |
| K. Pezzoni       | 29 | 2  | 5 | 0 |
| A. Pnishi        | 29 | 0  | 6 | 0 |
| S. Ramizi        | 32 | 9  | 9 | 0 |
| S. Rapp          | 33 | 12 | 3 | 1 |
| V. Savić         | 0  | 0  | 0 | 0 |
| A. Schultz       | 16 | 2  | 3 | 0 |
| M. Schönenberger | 3  | 0  | 0 | 0 |
| D. Stadelmann    | 31 | 1  | 5 | 0 |
| F. Tahiraj       | 5  | 0  | 0 | 0 |
| R. Thaqi         | 16 | 0  | 2 | 0 |
| M. Urtic         | 22 | 0  | 8 | 0 |
| M. Weber         | 18 | 2  | 1 | 0 |
| B. Xhema         | 0  | 0  | 0 | 0 |